# モラヴィア

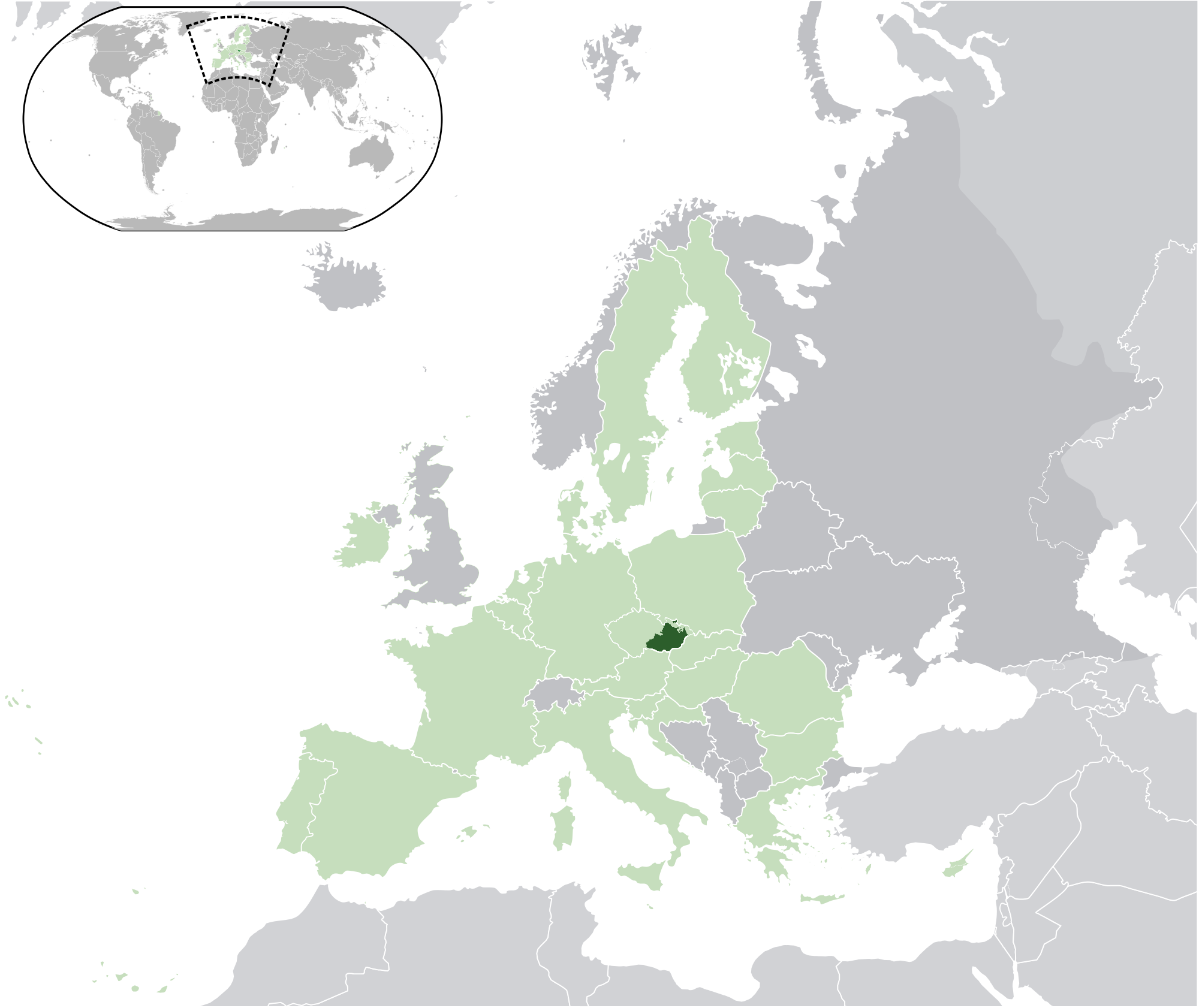
EUにおけるモラヴィア州の位置

モラヴィアの紋章

モラヴィア王国の紋章

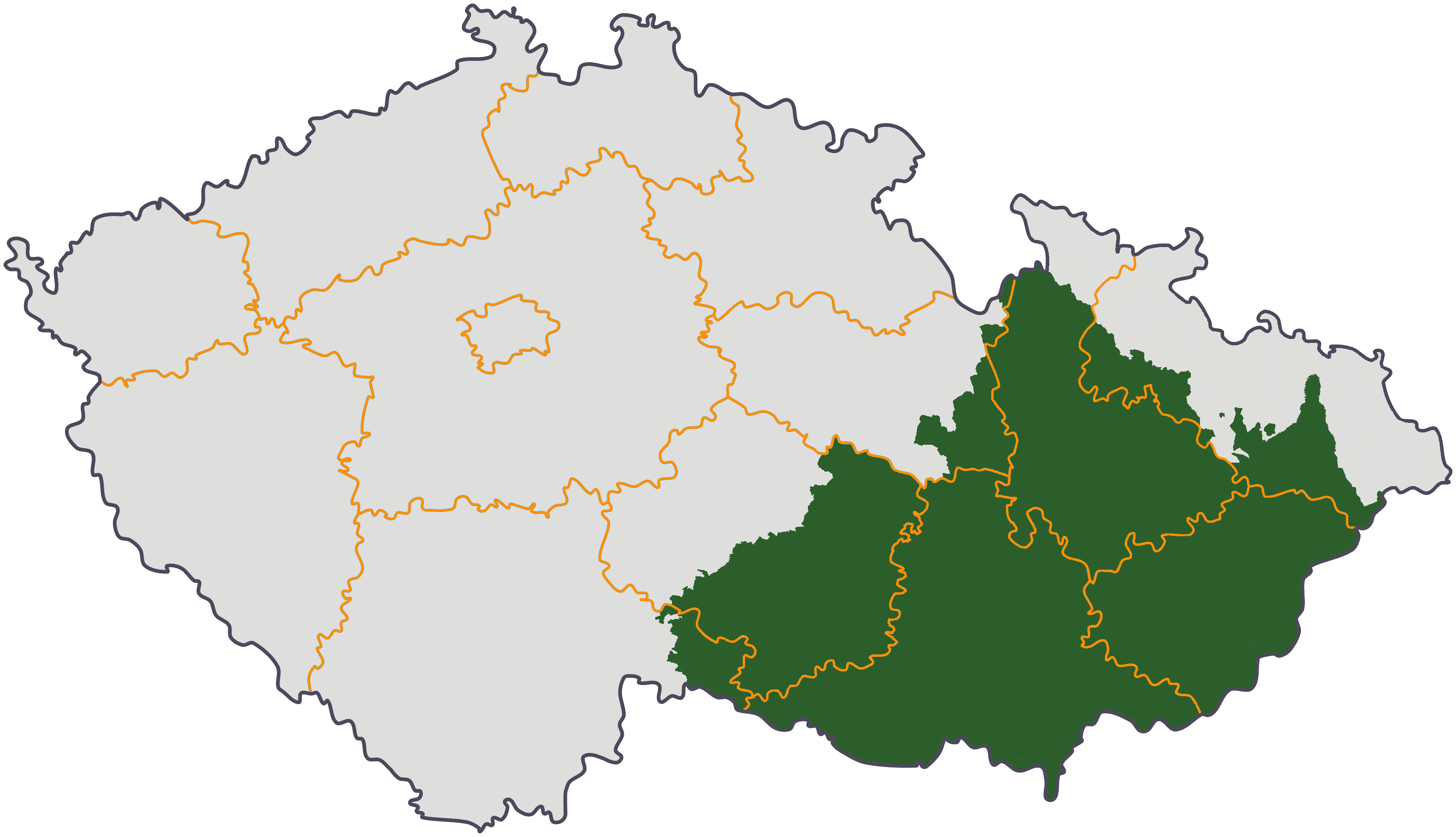
20世紀末のチェコの国土に重ね合わせたモラヴィアの位置（緑） 西のボヘミア、北東のシレジアと接する

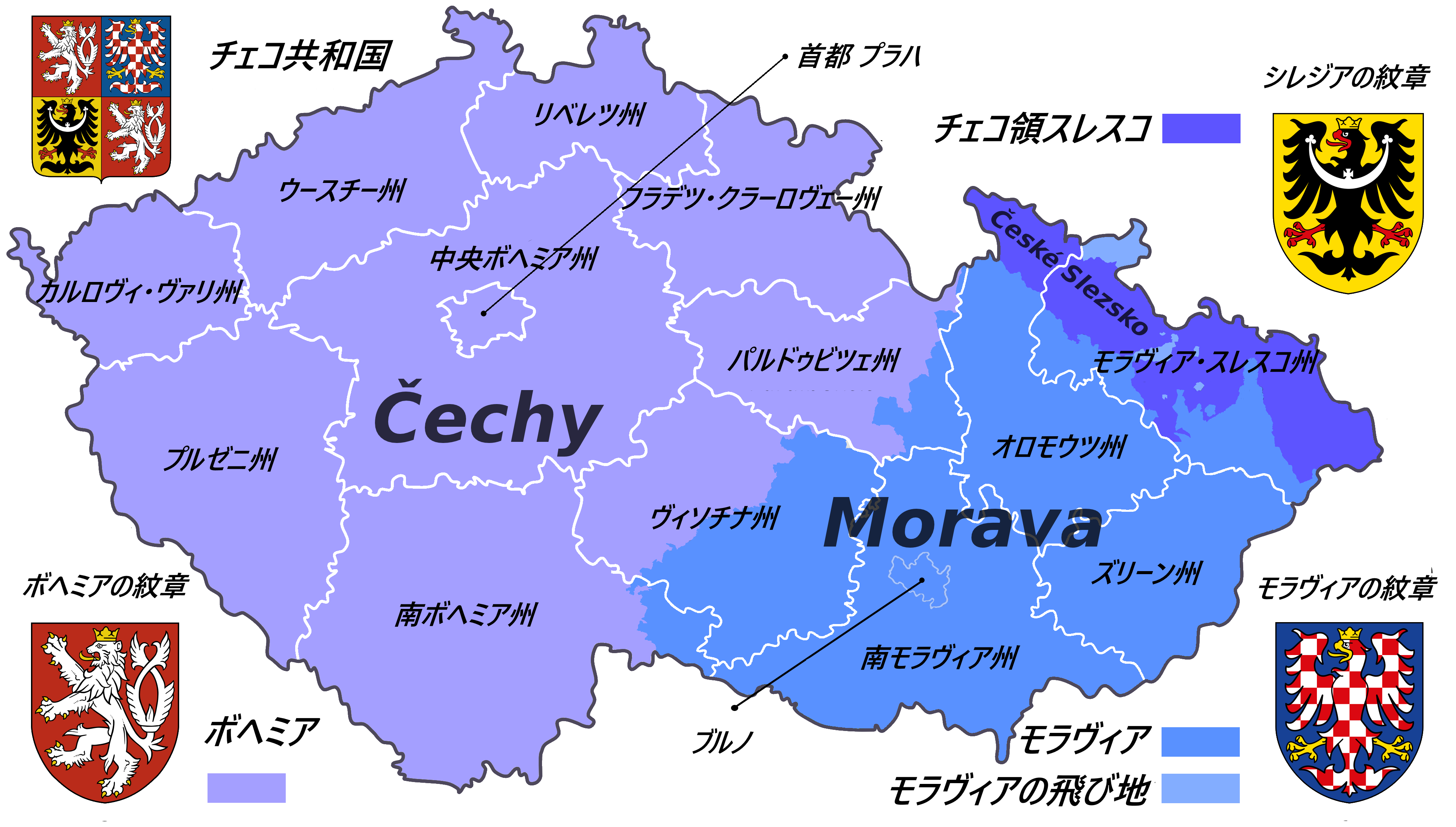
チェコの土地と現在の行政区域

モラヴィア王国の旗

モラヴィア（英語: Moravia）は、チェコ共和国東部の地方。チェコ語ではモラヴァ（チェコ語: Morava）、ドイツ語ではメーレン（ドイツ語: Mähren）と呼ばれる。面積は約26,000km2。

## 地理
モラヴィアはドナウ川の支流であるモラヴァ川と、それに注ぐ河川の流域の一帯である。北西のボヘミア＝モラヴィア高地がボヘミアとの、南東の小カルパティア山脈、白カルパティア山脈、ヤボルニーキ山脈がスロバキアとの境界になっている。モラヴァ川とオドラ川の源流が位置する谷はオドラ＝モラヴァ回廊と呼ばれ、ボヘミアとスロバキアを分断している。モラヴァ川とオドラ川の河谷を通るモラヴァの門は、古来から南のアドリア海とオーストリア、北のポーランドとバルト海を結ぶ交易路となっていた。北海で採取された琥珀はモラヴァの門を通して地中海に運ばれ、「琥珀の道」の名前で呼ばれていた。
モラヴィア南部からスロバキアにかけての平地にはステップ＝ヒース群落が広がっていたが、人間の開発によって様相は大きく変化している。降水量の少ない低地にはチェルノーゼムが分布する。
モラヴィアにはボヘミアのプラハのような中心都市は現れなかったが、チェコ共和国ではブルノがプラハに次ぐ第二の都市として発展している。

## 地域区分

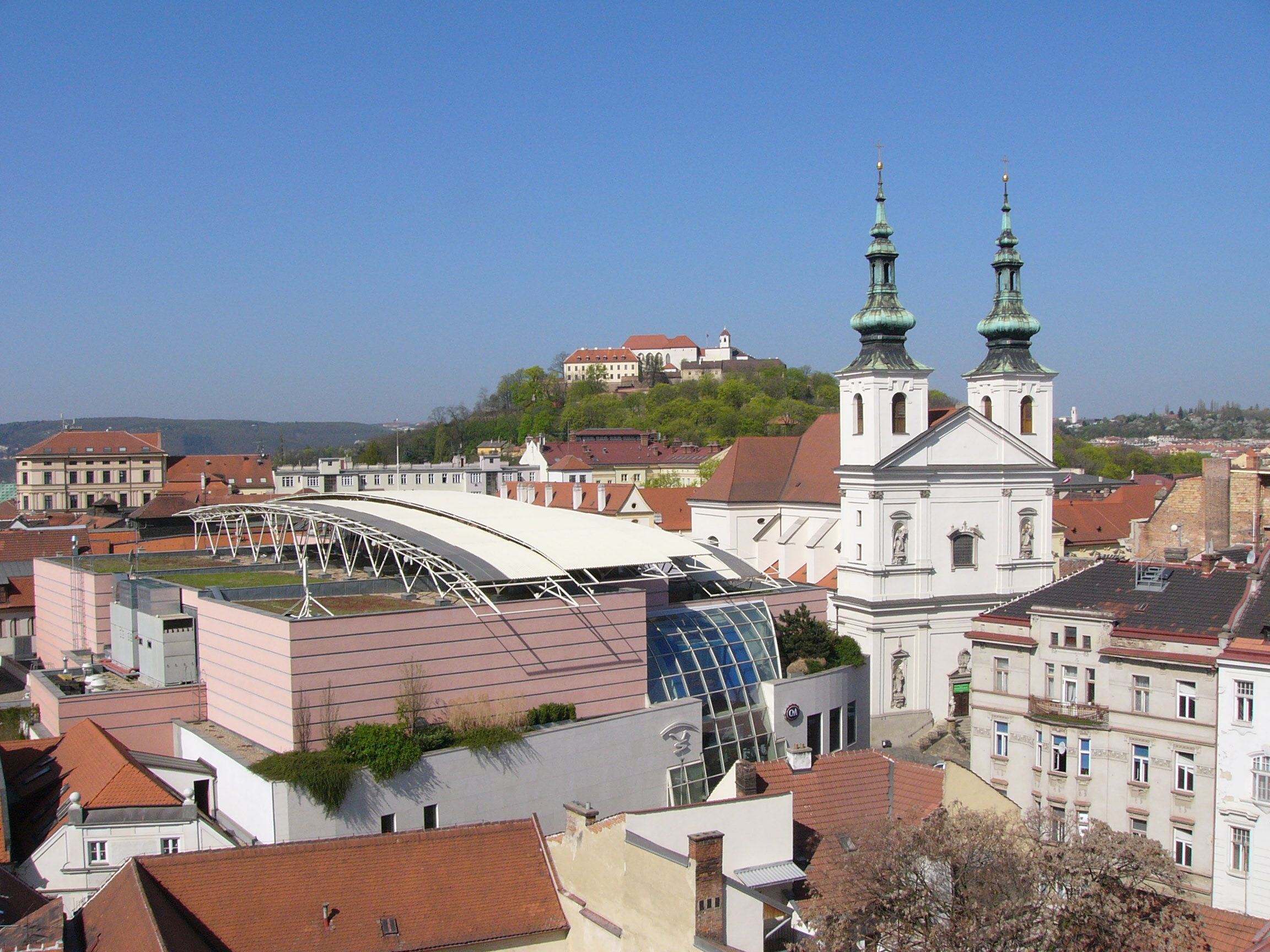
ブルノの街並み

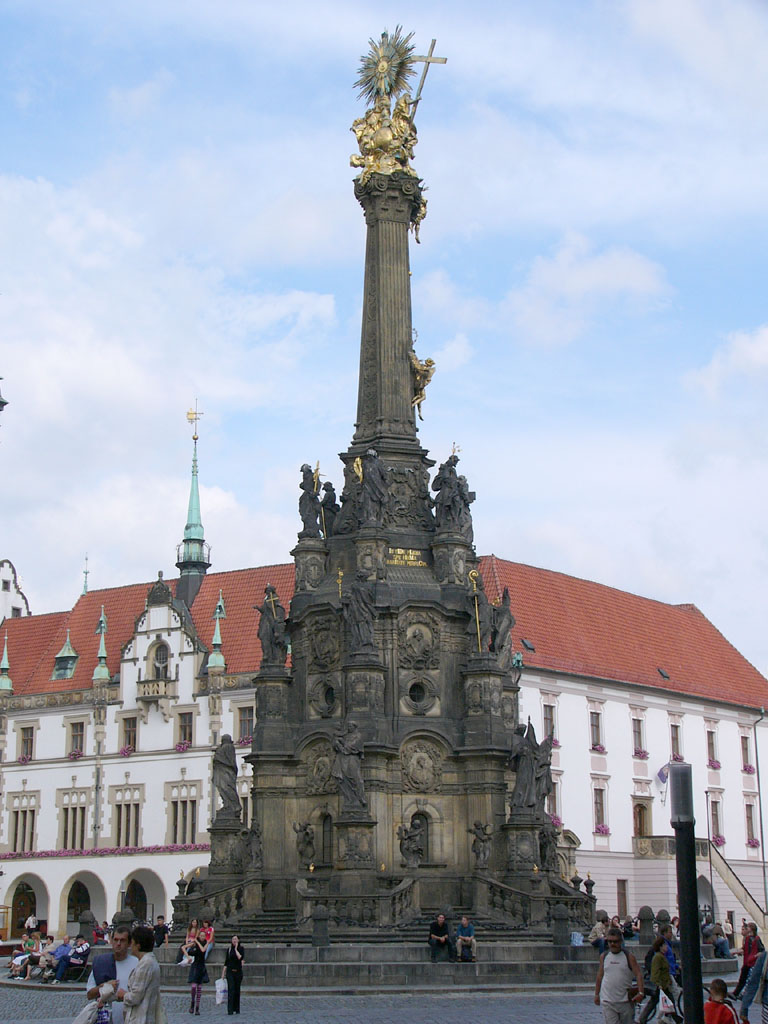
オロモウツの聖三位一体柱

### 地方
チェコの住民と地方は文化（主な特徴は言語、民俗衣装など）によって幾つかに区分され、モラヴィアの中にもラキア（Lachia/ Lašsko）、ワラキア（Wallachei/Valachia/Valašsko）、ハナー（Haná）、スロヴァキア（Slovácko）といった地方名がある。

### 行政区分
- 南モラヴィア州
- ズリーン州
- モラヴィア・スレスコ州
- オロモウツ州
- パルドゥビツェ州
- ヴィソチナ州
- 南ボヘミア州

### 主な都市
- イフラヴァ（イグラウ）
- ヴァルチツェ
- オロモウツ（オルミュッツ）
- ズノイモ（ツナイム）
- スラフコフ・ウ・ブルナ（アウステルリッツ）
- ズリーン
- ブジェツラフ
- ミクロフ（ニコルスブルク）
- ブルノ（ブリュン）
- プロスチェヨフ（プロスニッツ）
- レドニツェ（チェコ語版、英語版）
- テルチ
- クロムニェジーシュ（チェコ語版、英語版）（クレムジール）

## 歴史

大モラヴィア王国の支配領域

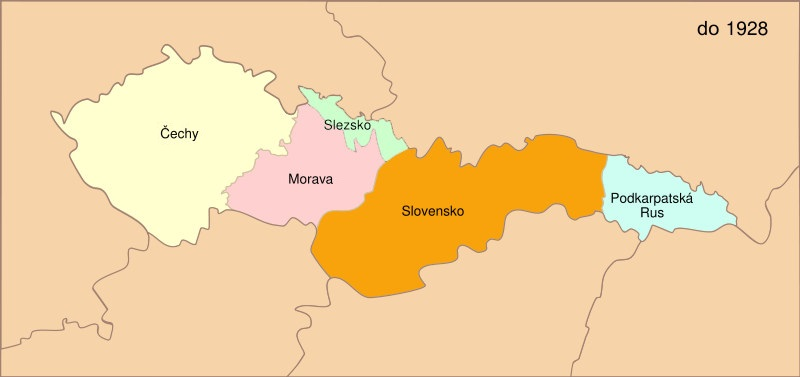
1928年までのチェコスロバキア共和国の地域区分

紀元前14世紀から紀元前13世紀にかけて東ヨーロッパに広がっていた、農耕・牧畜文化のラウジッツ文化圏には、モラヴィアも含まれていた。紀元前5世紀ごろにラウジッツ文化は消滅するが、その原因として遊牧民族のスキタイ人の侵入が挙げられており、モラヴィアでも破壊されたラウジッツ文化の要塞の跡とスキタイ人の墓が発見されている。紀元前1世紀半ばのモラヴィアにはケルト人が居住していた。やがてケルト人を圧迫したゲルマン人が定住し、6世紀にはスラヴ系民族が入植した。考古学的資料からは、5世紀にすでにスラヴ人がモラヴィアに居住していたと推定されている。
7世紀前半、アヴァール人に服従していたモラヴィアのスラヴ人はボヘミアのスラヴ人、パンノニアのスロベニア人とともにフランク人商人のサモの反乱に参加し、王国を建てる。サモの王国は領土をラウジッツ地方に拡大するが、658年にサモが没した後、アヴァール人によって滅ぼされた。
アヴァール人の国家が崩壊した後、9世紀にモラヴァ川流域に拠点を置く豪族のモイミールと彼の一族に率いられた「モラヴィア人」は勢力を拡大し、国家としての形式を備えるようになっていた。チェコ、スロバキアを中心とするモラヴィア王国の最大版図はポーランド、ハンガリー、オーストリアの一部を含み、モラヴィア地方と区別するために「大モラヴィア王国」の名前で呼ばれることもある。東フランク王国やイタリアのキリスト教聖職者がモラヴィアで布教活動を行っていたがそれぞれの教える内容が異なり、混乱を収めるためにモラヴィア公ラスチスラフはビザンツ帝国（東ローマ帝国）に宣教師の派遣を要請した。要請に応じてテッサロニキの修道士キュリロスとメトディオスの兄弟が派遣され、グラゴール文字を用いた布教、聖職者の育成が行われた。885年にメトディオスが没した後、彼が育てた弟子は追放され、教会組織も崩壊する。9世紀後半、東方に居住していた遊牧民族マジャール人がブルガリアの攻撃を受けてパンノニア盆地に移り、901年にモラヴィア王国は東フランク王国と反マジャールの同盟を締結する。902年から906年頃にかけて行われたマジャール人の攻撃はモラヴィア王国に大打撃を与え、王国は崩壊した。20世紀前半までモラヴィア王国の存在は文書史料でしか確認できなかったが、第二次世界大戦後に実施された発掘調査によってモラヴァ川沿いの遺跡が多く発見され、有力な国家の実在が立証された。
モラヴィア王国が崩壊した後、モラヴィアはボヘミアのプシェミスル朝の支配を受け、1029年頃にボヘミア王国に編入される。1063年にオロモウツに司教座が設置され、オロモウツ司教は各地に割拠する豪族のまとめ役となった。1182年に神聖ローマ皇帝フリードリヒ1世はモラヴィアを辺境伯領に昇格させ、ボヘミア王かプシェミスル家の人間が辺境伯となった。1187年にオロモウツが辺境伯領の首都に定められ、1350年からはブルノと首都機能を分け合った。また、12世紀から13世紀にかけては、ボヘミアと同様にドイツ人による東方植民が盛んに行われ、手工業、鉱山業が発達した。
1526年のモハーチの戦いでハンガリー＝ボヘミア王ラヨシュ2世（ルドヴィーク）が敗死した後、モラヴィアはボヘミア、ハンガリーと同様にハプスブルク家の支配下に組み入れられる。ハプスブルク家がモラヴィアで布いた強い中央集権化政策はボヘミアとの地域的・民族的一体性を薄め、ハプスブルク家の本拠地であるウィーンとの関係を深めた。1620年のビーラー・ホラの戦いではモラヴィアは反ハプスブルク蜂起への参加を躊躇するが、ボヘミア軍の力を背景とするクーデターによって反乱への参加を決定した。三十年戦争において、1642年から1650年にかけてオロモウツがスウェーデンに占領されたため、モラヴィアの首都はブルノに移される。
1918年にチェコスロバキア共和国がオーストリアから独立した際、モラヴィアはチェコスロバキアの一地方となる。1939年のチェコスロバキア解体により、モラヴィアはボヘミアとともにドイツの保護領（ベーメン・メーレン保護領)となる。1945年にナチス・ドイツが崩壊した後、モラヴィアは再びチェコスロバキアに編入された。共産主義政権下では州制度が廃止されたために行政単位としてのモラヴィアが消滅し、ボヘミア・モラヴィア間の歴史的境界は大きく変化する。
1989年のビロード革命、続くチェコとスロバキアの分裂の機運の高まりの中でモラヴィアでも地域自治を求める運動が活発化する。1990年にモラヴィア自治の復興を掲げる自治的民主主義運動＝モラヴァ・スレスコ協会（HSD-SMS）が連邦議会選で全体の約9%、チェコ国民評議会選では全体の約10%の票を獲得した。しかし、有能な指導者を欠くHSD-SMSは政治的失敗を繰り返し、モラヴィアの住民の支持を失った。
1993年のチェコスロバキアの解体後（ビロード離婚）、モラヴィアはチェコ共和国に属する。

## 住民
モラヴィアの言語、民族はチェコと区別されることはないが、少なくとも19世紀まではモラヴィアの住民は自分たちは「チェコ人」ではなくモラヴィア人であると認識していた。
モラヴィアはボヘミアと同じく聖ヴァーツラフの王冠に帰属する土地とされ、ボヘミアと強い繋がりを持つようになるが、ハプスブルク家の支配下では特に都市部でドイツ的な性格が強まっていった。19世紀前半のモラヴィアの住民は漠然とした形でモラヴィアへの帰属意識を持ち、自らはチェコ人ではなくモラヴィア人であり、モラヴィア語を話すと考えていた。19世紀のチェコ民族覚醒（再生）期にはモラヴィア辺境伯領の独自性が唱えられたが、民族覚醒運動の中でも「モラヴィア民族」は形成されなかった。モラヴィアの各地方には異なる方言と習俗が存在し、明確な「モラヴィア性」が定義されることはなかった。モラヴィアに独自の拠点を持たないスラヴ系知識人はプラハを拠り所とするようになり、その結果モラヴィアはボヘミアの民族運動の影響を大きく受ける。一部のモラヴィアの愛国主義者はモラヴィア語、モラヴィア民族の形成を主張するが、プラハの知識人から厳しい批判を受け、彼らの試みは失敗に終わった。19世紀後半から20世紀にかけての期間、モラヴィアのスラヴ系住民は「チェコ人」としてのアイデンティティを受け入れ始めるが、彼らが元々持っていたモラヴィア人としての意識は完全に失われることはなかった。

## 経済
モラヴィア北部の森林地帯は林業の中心となっており、中央低地では小麦、亜麻、ビート、南部ではライ麦が栽培されている。また、モラヴィア南部はワインの産地として知られている。
モラヴィアの工業はモラヴァ川とオドラ川流域に集中している。オストラヴァを中心とする北部地域では豊富に産出される石炭と鉄鉱石を利用した鉄鋼業が発達し、チェコ国内で最も多くの鉄鋼が生産される地域となっている。オロモウツ、プロスチェヨフ、プシェロフを中心とする中部モラヴィア工業地区のほか、製靴で知られるズリーン、機械・羊毛・木工・食品加工業が活発なブルノを中心とする工業地区が広がる。

## 文化
民謡、慣習、食文化などのモラヴィアの文化はボヘミアとスロバキアの中間に位置する。モラヴィアの農業地帯であるハナー地方は民族衣装、独特の方言で知られている。
モラヴィア東部からスロバキアにかけての地域は、独特の民俗音楽が保存された地域として知られており、モラヴィアの音楽にはハンガリー音楽の要素も見受けられる。独特の音楽はモラヴィア出身のレオシュ・ヤナーチェク、ヴィーチェスラフ・ノヴァーク、アロイス・ハーバらの関心を引き付けた。19世紀にはスシルによって民謡の歌詞、音符を記録した『メーレン民衆歌謡』が発表された。

## 有名な出身者
- グイード・アードラー - 音楽学者。ユダヤ系
- カウニッツ家
- クルト・ゲーデル
- ヤン・アーモス・コメンスキー（コメニウス、ヨハン・アモス・コメニウス）
- エーリヒ・ヴォルフガング・コルンゴルト - 作曲家。ユダヤ系
- ジョーゼフ・A・シュンペーター - 経済学者
- レオ・ファル - 作曲家。ユダヤ系
- トーマス・ロシツキー - サッカー選手
- エドムント・フッサール - 哲学者。ユダヤ系
- ジギスムント・シュローモ・フロイト（後改名しジークムント・フロイト） - 精神分析学創始者の精神医学者。ユダヤ系
- エルンスト・マッハ - 哲学者、物理学者。
- アルフォンス・ムハ（フランス語名アルフォンス・ミュシャ） - アール・ヌーヴォーを代表するグラフィックデザイナー
- グレゴール・ヨハン・メンデル
- レオシュ・ヤナーチェク - 作曲家
- ヨーゼフ・ラデツキー伯爵
- アドルフ・ロース - 建築家
- フランティシェク・パラツキー - 政治家。歴史家
- ベンジャミン・ヘイン - 植物学者
- カール・レンナー - オーストリアの政治家
- ミラン・クンデラ
- エミール・ザトペック
- イヴァナ・トランプ
- ヨープスト・フォン・メーレン
- トマーシュ・マサリク